# Текит (муниципалитет)
Текит (исп. Tekit) — муниципалитет в Мексике, штат Юкатан, с административным центром в одноимённом городе. Численность населения, по данным переписи 2010 года, составила 9884 человека.

## Общие сведения
Название Tekit c майяйского языка можно перевести как: место, где что-то рассыпали или разлили.
Площадь муниципалитета равна 281 км², что составляет 0,7 % от площади штата, а наивысшая точка — 20 метров над уровнем моря, расположена в поселении Сахкаба.
Он граничит с другими муниципалитетами Юкатана: на севере с Хомуном, на востоке с Сотутой, на юге с Маяпаном, Чумаелем и Мамой, и на западе с Текохом.

## Климат
Муниципалитет находится в тёплом субтропическом климате. Сезон дождей с июня по сентябрь. Среднегодовая температура составляет 34 °С, с ветрами с севера, юга и востока.

## Учреждение и состав
Муниципалитет был образован в 1921 году, в его состав входит 14 населённых пунктов, самый крупный из которых административный центр:
| Код INEGI                  | Населённый пункт                                                              | Численность населения (2005 год) | Численность населения (2010 год) |
| -------------------------- | ----------------------------------------------------------------------------- | -------------------------------- | -------------------------------- |
| 080                        | Всего                                                                         | 9163                             | 9884                             |
| 0001                       | Текит (исп. Tekit) 20°31′56″ с. ш. 89°19′53″ з. д. (административный центр)   | 9087                             | 9834                             |
| 0104                       | Сан-Геронимо-Телаль (исп. San Gerónimo Telal) 20°35′25″ с. ш. 89°09′15″ з. д. | 14                               | 13                               |
| 0030                       | Яшик (исп. Yaxic) 20°32′15″ с. ш. 89°13′38″ з. д.                             | 16                               | н/д                              |
| —                          | Прочие                                                                        | 46                               | 37                               |
| Названия на карте Генштаба |                                                                               |                                  |                                  |

## Экономика
По статистическим данным 2000 года, работоспособное население занято по секторам экономики в следующих пропорциях:
- производство и строительство — 69,1 %;
- торговля, сферы услуг и туризма — 16 %;
- сельское хозяйство и скотоводство — 14,5 %;
- безработные — 0,4 %.

## Инфраструктура
По статистическим данным 2010 года, инфраструктура развита следующим образом:
- протяжённость дорог: 90,3 км;
- электрификация: 98,6 %;
- водоснабжение: 99 %;
- водоотведение: 53 %.

## Туризм
Основные достопримечательности:
- Археологические памятники цивилизации майя: Чумула.
- Архитектурные памятники: бывший монастырь Святого Антония Падуанского, построенный в XVI веке, а также капелла Святого Кристобаля.

## Фотографии

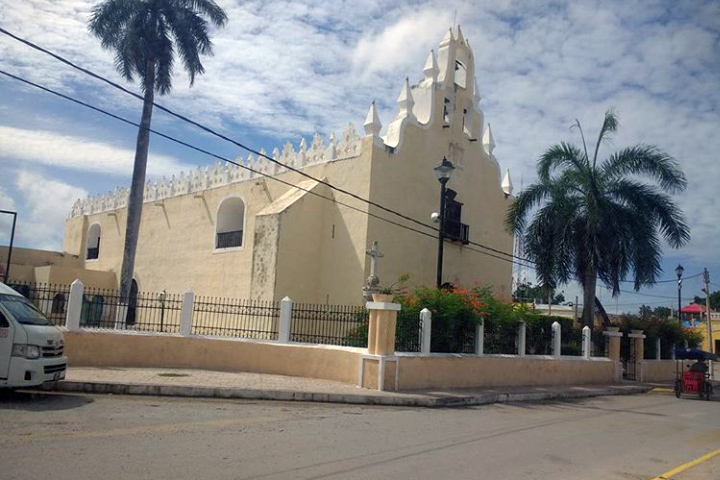
Церковь и бывший монастырь Святого Антония Падуанского
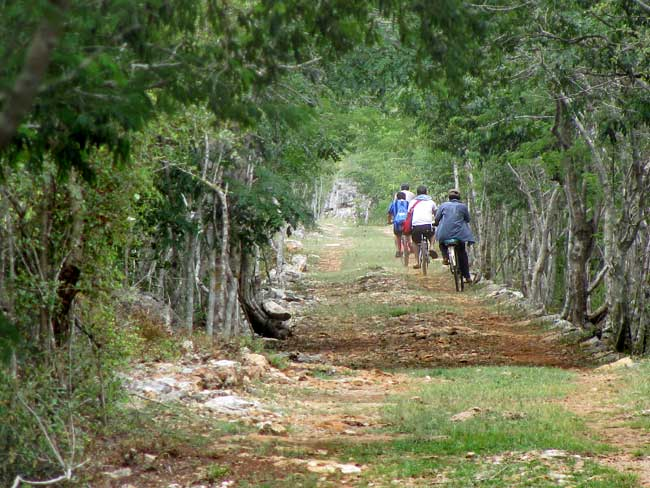
Дорога на Майяпан